# Mistrovství Evropy v basketbalu mužů 2011

Kvalivikace na Mistrovství Evropy v basketbalu mužů 2011

37. mistrovství Evropy v basketbalu mužů se konalo ve dnech 31. srpna – 18. září v litevských městech Kaunas, Vilnius, Šiauliai, Panevėžys, Alytus a Klaipėda. Turnaje se zúčastnilo 24 týmů. Mistrem Evropy se stali basketbalisté Španělska.

## Pořádající města
| Vilnius                   | Šiauliai                  | Panevėžys                    | Klaipėda         | Alytus                  | Kaunas           |
| ------------------------- | ------------------------- | ---------------------------- | ---------------- | ----------------------- | ---------------- |
| Siemens Arena             | Šiaulių Arena             | Cido Arena                   | Švyturio Arena   | Alytaus Arena           | Žalgiris Arena   |
| Kapacita: 11 000          | Kapacita: 5 500           | Kapacita: 5 656              | Kapacita: 5 486  | Kapacita: 5 500         | Kapacita: 15 000 |
| Otevřen: 2004             | Otevřen: 2007             | Otevřen: 2008                | Otevřen: 07/2011 | Otevřen: 09/2010        | Otevřen: 08/2011 |
| Vilniaus Arena in Vilnuis | Šiaulių Arena in Šiauliai | Panevėžio Arena in Panevėžys |                  | Alytaus Arena in Alytus |                  |

## Výsledky a tabulky

### Základní skupiny

#### Skupina A (Panevėžys)
|    |                | ESP   | LIT   | TUR   | GBR   | POL   | POR   | V | P | Skóre   | B |
| 1. | Španělsko      | ***   | 91:79 | 57:65 | 86:69 | 83:58 | 87:73 | 4 | 1 | 404:364 | 9 |
| 2. | Litva          | 79:91 | ***   | 75:68 | 80:69 | 97:77 | 98:69 | 4 | 1 | 429:374 | 9 |
| 3. | Turecko        | 65:57 | 68:75 | ***   | 90:61 | 83:84 | 99:56 | 3 | 2 | 385:333 | 8 |
| 4. | Velká Británie | 69:86 | 69:80 | 61:90 | ***   | 88:81 | 85:73 | 2 | 3 | 372:410 | 7 |
| 5. | Polsko         | 78:83 | 77:97 | 84:83 | 81:88 | ***   | 81:73 | 2 | 3 | 401:424 | 7 |
| 6. | Portugalsko    | 69:86 | 69:98 | 56:79 | 73:85 | 73:81 | ***   | 0 | 5 | 344:430 | 5 |

- Španělsko, Litva a Turecko postoupily do druhého kola.

 Španělsko –  Polsko 83-78 (22-15, 22-16, 17-21, 22-26) 
31. srpna 2011 (15:15 ) - Cido Arena (Panevėžys)

Rozhodčí: Damir Javor (SVN), Sergej Michajlov (RUS), Petri Mäntylä (FIN)
Španělsko: Calderón (-), Navarro (23), Rudy (4), P. Gasol (29), M. Gasol (16); Rubio (-), Reyes (1), Claver (-), San Emeterio (3), Llull (-), Ibaka (7), Sada (-)
Polsko: Koszarek (19), Kelati (18), Berisha (-), Szewczyk (10), Hrycaniuk (12); Łapeta (-), Skibniewski (4), Waczyński (-), Pamuła (3), Leończyk (6), Szczotka (6), Wiśniewski (-)

 Turecko –  Portugalsko 79-56 (15-9, 24-18, 25-11, 15-18)
31. srpna 2011 (17:45) - Cido Arena (Panevėžys)

Rozhodčí: Zoran Šutulović (MON), Spyros Gontas (GRE), Sergij Zaščuk (UKR)
Turecko: Kerem Tunçeri (2), Ömer Onan (10), Hidayet (14), Ersan (6), Ömer Aşık (4); Cenk (8), Sinan (1), Preldžić (9), İzzet (2), Oğuz (5), Ender (4), Enes (14)
Portugalsko: Da Silva (9), Andrade (5), Santos (5), Miranda (8), Évora (12); Tavares (5), Costa (-), Minhava (3), Sousa (-), Fonseca (4), Silva (3), Gonçalves (2)

 Litva -  Velká Británie 80-69 (19-18, 30-21, 5-18, 26-12)
31. srpna 2011 (21:00) - Cido Arena (Panevėžys)

Rozhodčí: Sreten Radović (CRO), Robert Vyklický (CZE), Petar Obradović (BIH)
Litva: Kalnietis (7), Pocius (6), Kaukėnas (16), Jankūnas (2), Javtokas (4); Songaila (5), Jasaitis (11), Valančiūnas (-), Lavrinovič (12), Jasikevičius (13), Petravičius (4)
Velká Británie: Adegboye (-), Reinking (13), Deng (25), Freeland (14), Clark (15); Lawrence (-), Lenzly (-), Sullivan (2), Boateng (-)

 Portugalsko –  Španělsko 73-87 (16-26, 20-27, 16-24, 21-10)
1. září 2011 (15:15) - Cido Arena (Panevėžys)

Rozhodčí: Robert Vyklický (CZE), Petar Obradović (BIH), Miroslav Tomov (BUL)
Portugalsko: Da Silva (2), Andrade (11), Santos (9), Miranda (13), Évora (6); Tavares (17), Costa (3), Minhava (2), Fonseca (4), Silva (-), Gonçalves (6)
Španělsko: Calderón (7), Navarro (17), Rudy (9), P. Gasol (20), M. Gasol (10); Rubio (5), Reyes (10), Claver (-), San Emeterio (1), Llull (2), Ibaka (4), Sada (2)

 Velká Británie –  Turecko 61-90 (10-22, 16-22, 17-20, 18-26)
1. září 2011 (17:45) - Cido Arena (Panevėžys)

Rozhodčí: Sreten Radović (CRO), Damir Javor (SVN), Petri Mäntylä (FIN)
Velká Británie: Adegboye (2), Reinking (6), Sullivan (3), Deng (22), Clark (-); Lawrence (-), Lenzly (3), Van Oostrum (4), Freeland (7), Boateng (4), Johnson (10)
Turecko: Kerem Tunçeri (5), Ömer Onan (14), Hidayet (7), Ersan (4), Ömer Aşık (7); Cenk (6), Sinan (2), Preldžić (15), İzzet (2), Oğuz (12), Ender (5), Enes (11)

 Polsko –  Litva 77-97 ( 20-25, 18-28, 14-23, 25-21)
1. září 2011 (21:00) - Cido Arena (Panevėžys)

Rozhodčí: Spyros Gontas (GRE), Zoran Šutulović (MON), Sergej Michajlov (RUS)
Polsko: Koszarek (6), Kelati (16), Berisha (10), Szewczyk (10), Hrycaniuk (5); Łapeta (8), Skibniewski (4), Waczyński (-), Pamuła (6), Leończyk (4), Szczotka (2), Wiśniewski (6)
Litva: Kalnietis (19), Kaukėnas (11), Jasaitis (8), Jankūnas (6), Javtokas (1); Delininkaitis (7), Pocius (10), Songaila (14), Valančiūnas (7), Lavrinovič (6), Jasikevičius (8)

 Španělsko -  Velká Británie 86-69 (19-16, 19-16, 22-13, 26-24)
2. září 2011 (15:15) - Cido Arena (Panevėžys)

Rozhodčí: Zoran Šutulović (MON), Sergej Michajlov (RUS), Robert Vyklický (CZE)
Španělsko: Calderón (2), Navarro (3), Rudy (11), P. Gasol (21), M. Gasol (18); Rubio (4), Reyes (10), Claver (4), San Emeterio (2), Llull (3), Ibaka (8), Sada (-)
Velká Británie: Lenzly (2), Reinking (9), Deng (17), Freeland (4), Clark (14); Adegboye (8), Van Oostrum (-), Sullivan (5), Boateng (2), Johnson (8)

 Portugalsko –  Polsko 73-81 (13-10, 23-19, 13-20, 24-32)
2. září 2011 (17:45) - Cido Arena (Panevėžys)

Rozhodčí: Damir Javor (SVN), Petri Mäntylä (FIN), Miroslav Tomov (BUL)
Portugalsko: Da Silva (12), Andrade (8), Santos (12), Miranda (9), Évora (2); Tavares (13), Costa (13), Minhava (2), Fonseca (2), Gonçalves (-)
Polsko: Koszarek (18), Kelati (8), Szczotka (1), Hrycaniuk (8), Szewczyk (13); Berisha (16), Łapeta (2), Skibniewski (4), Waczyński (-), Leończyk (11)

 Turecko –  Litva 68-75 (17-19, 18-13, 14-19, 19-24)
2. září 2011 (21:00) - Cido Arena (Panevėžys)

Rozhodčí: Sreten Radović (CRO), Spyros Gontas (GRE), Sergij Zaščuk (UKR)
Turecko: Kerem Tunçeri (2), Ömer Onan (10), Hidayet (9), Ersan (20), Ömer Aşık (11); Cenk (-), Preldžić (7), Oğuz (2), Ender (2), Enes (5)
Litva: Kalnietis (9), Kaukėnas (11), Jasaitis (11), Jankūnas (7), Javtokas (4); Pocius (9), Songaila (12), Lavrinovič (-), Jasikevičius (7), Petravičius (5)

 Velká Británie –  Portugalsko 85-73 (16-16, 28-18, 15-11, 26-28)
4. září 2011 (15:15) - Cido Arena (Panevėžys)

Rozhodčí: Spyros Gontas (GRE), Petar Obradović (BIH), Sergij Zashchuk (UKR)
Velká Británie: Adegboye (6), Reinking (9), Deng (31), Freeland (4), Clark (5); Lawrence (3), Lenzly (17), Van Oostrum (-), Sullivan (-), Archibald (3), Boateng (-), Johnson (7)
Portugalsko: Da Silva (4), Andrade (24), Santos (9), Miranda (10), Évora (8); Costa (-), Minhava (18), Fonseca (-), Silva (-), Gonçalves (-)

 Polsko –  Turecko 84-83 (17-14, 22-21, 22-27, 23-21)
4. září 2011 (17:45) - Cido Arena (Panevėžys)

Rozhodčí: Zoran Šutulović (MON), Sergej Mikhajlov (RUS), Miroslav Tomov (BUL
Polsko: Koszarek (7), Kelati (11), Szczotka (-), Hrycaniuk (15), Szewczyk (12); Berisha (21), Łapeta (2), Skibniewski (9), Pamuła (3), Leończyk (4)
Turecko: Kerem Tunçeri (6), Ömer Onan (9), Hidayet (13), Ersan (14), Ömer Aşık (4); Cenk (-), Sinan (-), Preldžić (11), İzzet (-), Oğuz (5), Ender (2), Enes (19)

 Litva –  Španělsko 79-91 (12-31, 24-31, 23-19, 20-10)
4. září 2011 (21:00) - Cido Arena (Panevėžys)

Rozhodčí: Sreten Radović (CRO), Damir Javor (SVN), Petri Mäntylä (FIN)
Litva: Kalnietis (7), Kaukėnas (11), Jasaitis (6), Jankūnas (8), Javtokas (7); Delininkaitis (3), Pocius (11), Songaila (4), Valančiūnas (13), Lavrinovič (3), Jasikevičius (6)
Španělsko: Calderón (12), Navarro (22), Rudy (8), P. Gasol (17), M. Gasol (8); Rubio (-), Reyes (4), Llull (5), Ibaka (15), Sada (-)

 Velká Británie –  Polsko 88-81 (18-17, 21-14, 16-25, 33-25)
5. září 2011 (15:15) - Cido Arena (Panevėžys)

Rozhodčí: Spyros Gontas (GRE), Robert Vyklický (CZE), Miroslav Tomov (BUL)
Velká Británie: Adegboye (2), Reinking (9), Deng (28), Freeland (27), Clark (7); Lenzly (7), Archibald (6), Johnson (2)
Polsko: Koszarek (15), Kelati (14), Szczotka (-), Szewczyk (10), Hrycaniuk (15); Berisha (19), Łapeta (2), Skibniewski (-), Waczyński (-), Pamuła (-), Leończyk (6)

 Španělsko –  Turecko 57-65 (19-10, 19-25, 17-14, 2-16)
5. září 2011 (17:45) - Cido Arena (Panevėžys)

Rozhodčí: Sreten Radović (CRO), Zoran Šutulović (MON), Damir Javor (SVN)
Španělsko: Calderón (5), Navarro (9), Rudy (11), Ibaka (9), M. Gasol (12); Rubio (-), Reyes (11), San Emeterio (-), Llull (-), Sada (-)
Turecko: Kerem Tunçeri (-), Ömer Onan (5), Hidayet (12), Ersan (6), Ömer Aşık (12); Sinan (-), Preldžić (18), Ender (10), Enes (2)

 Portugalsko –  Litva 69-98 (28, 19-13, 15-27, 19-30)
5. září 2011 (21:00) - Cido Arena (Panevėžys)

Rozhodčí: Sergej Mikhajlov (RUS), Petar Obradović (BIH), Sergij Zashchuk (UKR)
Portugalsko: Da Silva (10), Andrade (16), Santos (9), Miranda (5), Évora (8); Tavares (14), Costa (-), Minhava (2), Sousa (-), Fonseca (3), Silva (-), Gonçalves (2)
Litva: Kalnietis (10), Pocius (14), Jasaitis (12), Jankūnas (6), Valančiūnas (8); Kaukėnas (13), Delininkaitis (4), Songaila (6), Lavrinovič (8), Jasikevičius (14), Javtokas (3)

#### Skupina B (Šiauliai)
|    |          | FRA    | SER    | GER   | ISR    | ITA    | LAT   | V | P | Skóre   | B  |
| 1. | Francie  | ***    | 97:96p | 76:65 | 85:68  | 91:84  | 89:78 | 5 | 0 | 438:391 | 10 |
| 2. | Srbsko   | 96:97p | ***    | 75:64 | 89:80  | 80:68  | 92:77 | 4 | 1 | 432:386 | 9  |
| 3. | Německo  | 65:76  | 64:75  | ***   | 91:64  | 76:62  | 81:80 | 3 | 2 | 377:357 | 8  |
| 4. | Izrael   | 68:85  | 80:89  | 64:91 | ***    | 96:95p | 91:88 | 2 | 3 | 399:448 | 7  |
| 5. | Itálie   | 84:91  | 68:80  | 62:76 | 95:96p | ***    | 71:62 | 1 | 4 | 380:405 | 6  |
| 6. | Lotyšsko | 78:89  | 77:92  | 80:81 | 88:91  | 62:71  | ***   | 0 | 5 | 385:424 | 5  |

- Francie, Srbsko a Německo postopili do druhého kola.

 Srbsko –  Itálie 80-68 (10-18, 25-11, 22-24, 23-15)
31. srpna 2011 (15:15) - Šiaulių Arena (Šiauliai)

Rozhodčí: Christos Christodoulou (GRE), Volodymyr Drabikovskyj (UKR), Marius Ciulin (ROM)
Srbsko: Teodosić (15), Tepić (15), Kešelj (7), Savanović (5), Krstić (8); Rašić (5), Bjelica (3), Marković (2), Perović (6), Mačvan (14)
Itálie: Hackett (7), Belinelli (9), Mancinelli (8), Gallinari (15), Cusin (2); Maestranzi (-), Carraretto (2), Bargnani (22), Mordente (3), Cinciarini (-), Datome (-)

 Francie –  Lotyšsko 89-78 (18-25, 22-16, 23-18, 26-19)
31. srpna 2011 (17:45) - Šiaulių Arena (Šiauliai)

Rozhodčí: Ademir Zurapović (BIH), Renaud Geller (BEL), Aleksandar Milojević (MAC)
Francie: Parker (31), Batum (10), Gélabale (11), Diaw (14), Noah (10); Albicy (-), Traoré (2), Piétrus (3), De Colo (4), Tchicamboud (4)
Lotyšsko: Strēlnieks (6), Blūms (32), Kuksiks (6), Bērziņš (3), Šeļakovs (-); Meiers (8), Dairis Bertāns (3), Freimanis (11), Jurevičus (-), Jeromanovs (-), Mejeris (-), Dāvis Bertāns (9)

 Německo –  Izrael 91-64 (15-14, 25-12, 25-17, 26-21)
31. srpna 2011 (21:00) - Šiaulių Arena (Šiauliai)

Rozhodčí: Srđan Dožai (CRO), Apostolos Kalpakas (SWE), Anton Machlin (RUS)
Německo: Schaffartzik (10), Hamann (-), Benzing (12), Nowitzki (25), Kaman (18); Herber (8), Schultze (-), Ohlbrecht (6), Schwethelm (9), Pleiß (-), Staiger (2), Jagla (1)
Izrael: Nissim (-), Halperin (7), Pnini (20), Eliyahu (11), Green (3); Ohayon (-), Naimi (7), Blu (6), Mekel (2), Burstein (5), Kadir (3)

 Lotyšsko –  Srbsko 77-92 (7-23, 26-15, 25-32, 19-22)
1. září 2011 (15:15) - Šiaulių Arena (Šiauliai)

Rozhodčí: Srđan Dožai (CRO), Marius Ciulin (ROM), David Berekashvili (GEO)
Lotyšsko: Strēlnieks (12), Blūms (15), Dāvis Bertāns (2), Bērziņš (-), Šeļakovs (-); Meiers (2), Dairis Bertāns (10), Freimanis (19), Jurevičus (1), Kuksiks (16), Mejeris (-)
Srbsko: Teodosić (9), Tepić (5), Kešelj (5), Savanović (19), Krstić (23); Rašić (4), Paunić (10), Bjelica (2), Marković (2), Perović (9), Mačvan (4)

 Izrael –  Francie 68-85 (14-24, 21-18, 13-22, 20-21) 
1. září 2011 (17:45) - Šiaulių Arena (Šiauliai)

Rozhodčí: Christos Christodoulou (GRE), Apostolos Kalpakas (SWE), Aleksandar Milojević (MAC)
Izrael: Ohayon (-), Halperin (15), Pnini (3), Blu (14), Green (3); Nissim (2), Mekel (9), Burstein (3), Eliyahu (15), Kadir (4), Kokia (-)
Francie: Parker (21), Batum (15), Gélabale (13), Diaw (6), Noah (9); Seraphin (5), Albicy (-), Kahudi (3), Traoré (8), Piétrus (-), De Colo (3), Tchicamboud (2)

 Itálie –  Německo 62-76 (18-16, 12-20, 15-10, 17-30)
1. září 2011 (21:00) - Šiaulių Arena (Šiauliai)

Rozhodčí: Volodymyr Drabikovskyj (UKR), Ademir Zurapović (BIH), Renaud Geller (BEL)
Itálie: Hackett (5), Belinelli (15), Carraretto (-), Gallinari (17), Cusin (2); Mancinelli (11), Bargnani (8), Mordente (4), Cinciarini (-)
Německo: Schaffartzik (11), Hamann (-), Benzing (14), Nowitzki (21), Kaman (17); Herber (6), Schultze (-), Ohlbrecht (4), Schwethelm (3)

 Srbsko –  Izrael 89-80 (22-25, 13-16, 23-23, 31-16)
2. září 2011 (15:15) - Šiaulių Arena (Šiauliai)

Rozhodčí: Volodymyr Drabikovskyj (UKR), Aleksandar Milojević (MAC), David Berekashvili (GEO)
Srbsko: Teodosić (6), Tepić (4), Kešelj (15), Savanović (24), Krstić (18); Rašić (5), Paunić (-), Bjelica (2), Marković (5), Perović (3), Mačvan (7)
Izrael: Nissim (16), Halperin (18), Pnini (9), Blu (16), Eliyahu (14); Naimi (-), Mekel (-), Burstein (-), Kadir (7)

 Lotyšsko –  Itálie 62-71 (21-18, 12-13, 20-24, 9-16)
2. září 2011 (17:45) - Šiaulių Arena (Šiauliai)

Rozhodčí: Christos Christodoulou (GRE), Marius Ciulin (ROM), Anton Machlin (RUS)
Lotyšsko: Strēlnieks (2), Blūms (4), Kuksiks (19), Mejeris (-), Meiers (5); Dairis Bertāns (8), Freimanis (4), Jeromanovs (-), Dāvis Bertāns (5), Bērziņš (5), Šeļakovs (10)
Itálie: Hackett (2), Belinelli (11), Carraretto (2), Gallinari (7), Bargnani (36); Maestranzi (-), Mancinelli (8), Mordente (3), Cinciarini (-), Cusin (-), Datome (2)

 Francie –  Německo 76-65 (12-16, 17-12, 29-12, 18-25)
2. září 2011 (21:00) - Šiaulių Arena (Šiauliai)

Rozhodčí: Srđan Dožai (CRO), Ademir Zurapović (BIH), Apostolos Kalpakas (SWE)
Francie: Parker (32), Batum (14), Gélabale (10), Diaw (2), Noah (8); Seraphin (2), Traoré (4), Piétrus (2), De Colo (2)
Německo: Schaffartzik (12), Hamann (7), Benzing (3), Nowitzki (20), Kaman (8); Herber (-), Schultze (-), Ohlbrecht (1), Schwethelm (7), Pleiß (-), Staiger (6), Jagla (1)

 Izrael –  Lotyšsko 91-88 (23-22, 24-23, 19-22, 25-21)
4. září 2011 (15:15) - Šiaulių Arena (Šiauliai)

Rozhodčí: Ademir Zurapović (BIH), Anton Makhlin (RUS), David Berekashvili (GEO)
Izrael: Nissim (-), Halperin (9), Pnini (12), Blu (11), Eliyahu (26); Ohayon (7), Naimi (9), Mekel (7), Burstein (3), Kadir (5), Green (2)
Lotyšsko: Strēlnieks (8), Blūms (27), Kuksiks (12), Bērziņš (2), Šeļakovs (14); Meiers (5), Dairis Bertāns (7), Freimanis (4), Jurevičus (2), Dāvis Bertāns (7)

 Itálie –  Francie 84-91 (23-20, 25-21, 19-19, 17-31)
4. září 2011 (17:45) - Šiaulių Arena (Šiauliai)

Rozhodčí: Srđan Dožai (CRO), Marius Ciulin (ROM), Aleksandar Milojević (MAC)
Itálie: Hackett (10), Belinelli (19), Carraretto (7), Gallinari (18), Bargnani (22); Maestranzi (-), Mancinelli (4), Mordente (4), Cusin (-), Datome (-)
Francie: Parker (8), De Colo (4), Batum (20), Diaw (21), Noah (10); Seraphin (-), Albicy (2), Kahudi (-), Traoré (11), Piétrus (4), Tchicamboud (3), Gélabale (8)

 Německo –  Srbsko 64-75 (10-17, 18-21, 13-19, 23-18)
4. září 2011 (21:00) - Šiaulių Arena (Šiauliai)

Rozhodčí: Christos Christodoulou (GRE), Volodymyr Drabikovskyj (UKR), Renaud Geller (BEL)
Německo: Schaffartzik (11), Hamann (10), Benzing (5), Nowitzki (25), Kaman (10); Herber (3), Schultze (-), Ohlbrecht (-), Schwethelm (-), Pleiß (-), Staiger (-)
Srbsko: Teodosić (12), Tepić (8), Kešelj (6), Mačvan (5), Krstić (15); Rašić (5), Marković (2), Savanović (18), Perović (4)

 Izrael –  Itálie 96-95pp (27-26, 22-15, 30-19, 5-24 - 84:84, 12-11)
5. září 2011 (15:15) - Šiaulių Arena (Šiauliai)

Rozhodčí: Ademir Zurapović (BIH), Apostolos Kalpakas (SWE), Anton Makhlin (RUS)
Izrael: Ohayon (4), Halperin (10), Pnini (22), Blu (17), Eliyahu (16); Nissim (7), Mekel (3), Burstein (-), Kadir (10), Green (7)
Itálie: Hackett (15), Belinelli (6), Carraretto (-), Gallinari (19), Bargnani (26); Maestranzi (-), Mancinelli (16), Mordente (5), Cinciarini (5), Cusin (-), Datome (3)

 Lotyšsko –  Německo 80-81 (14-15, 19-18, 15-23, 32-25)
5. září 2011 (17:45) - Šiaulių Arena (Šiauliai)

Rozhodčí: Marius Ciulin (ROM), Aleksandar Milojević (MAC), David Berekashvili (GEO)
Lotyšsko: Strēlnieks (2), Dairis Bertāns (15), Dāvis Bertāns (5), Mejeris (-), Šeļakovs (5); Meiers (11), Freimanis (13), Blūms (2), Jurevičus (-), Jeromanovs (-), Kuksiks (27), Bērziņš (-)
Německo: Schaffartzik (11), Hamann (4), Benzing (11), Nowitzki (11), Kaman (11); Herber (2), Schultze (6), Ohlbrecht (-), Schwethelm (4), Pleiß (11), Staiger (8), Jagla (2)

 Srbsko –  Francie 96-97pp (25-24, 16-19, 23-19, 16-18 - 80-80, 16-17)
5. září 2011 (21:00) - Šiaulių Arena (Šiauliai)

Rozhodčí: Christos Christodoulou (GRE), Srđan Dožai (CRO), Renaud Geller (BEL)
Srbsko: Teodosić (11), Tepić (2), Kešelj (25), Savanović (10), Krstić (22); Rašić (11), Bjelica (2), Marković (3), Perović (4), Mačvan (6)
Francie: Parker (24), Batum (18), Gélabale (11), Diaw (15), Noah (14); Seraphin (11), Albicy (-), Kahudi (4), Piétrus (-), De Colo (-), Tchicamboud (-)

#### Skupina C (Alytus)
|    |                     | MAC    | GRE   | FIN   | CRO   | BIH   | MNG    | V | P | Skóre   | B |
| 1. | Makedonie           | ***    | 72:58 | 72:70 | 78:76 | 75:63 | 65:70p | 4 | 1 | 362:337 | 9 |
| 2. | Řecko               | 58:72  | ***   | 81:61 | 74:69 | 76:67 | 71:55  | 4 | 1 | 360:324 | 9 |
| 3. | Finsko              | 70:72  | 61:81 | ***   | 79:84 | 92:64 | 71:65  | 2 | 3 | 373:366 | 7 |
| 4. | Chorvatsko          | 76:78  | 69:74 | 84:79 | ***   | 80:92 | 87:81  | 2 | 3 | 396:404 | 7 |
| 5. | Bosna a Hercegovina | 63:75  | 67:76 | 64:92 | 92:80 | ***   | 94:86  | 2 | 3 | 380:409 | 7 |
| 6. | Černá Hora          | 70:65p | 55:71 | 65:71 | 81:87 | 86:94 | ***    | 1 | 4 | 357:388 | 6 |

- Makedonie, Řecko a Finsko postopili do druhého kola.

 Černá Hora –  Makedonie 70-65pp (15-14, 10-16, 24-19, 12-12 - 61-61, 9-4)
31. srpna 2011 (15:30) - Alytaus Arena (Alytus)

Rozhodčí: Luigi Lamonica (ITA), Marek Ćmikiewicz (POL), Emin Moğulkoç (TUR)
Černá Hora: Cook (8), Bakić (6), Dašić (20), Dragičević (12), Vraneš (2); Vučević (7), Jeretin (6), Šćepanović (-), Borisov (-), Mihailović (-), Bjelica (-), Peković (9)
Makedonie: McCalebb (17), Ilievski (8), V. Stojanovski (7), Antić (11), Samardžiski (5); Sokolov (5), D. Stojanovski (4), Čekovski (8)

 Řecko -  Bosna a Hercegovina 76-67 (15-17, 16-17, 24-15, 21-18)
31. srpna 2011 (18:00) - Alytaus Arena (Alytus)

Rozhodčí: Miguel Ángel Pérez (SPA), Milivoje Jovčić (SER), Juris Kokainis (LAT)
Řecko: Calathes (13), Zisis (13), Papanikolaou (5), Fotsis (9), Bourousis (12); Xanthopoulos (2), Vasiliadis (-), Mavroidis (-), Bramos (10), Koufos (10), Sloukas (-), Kaimakoglou (2)
Bosna a Hercegovina: Vasiljević (9), Domercant (7), Ikonić (-), Teletović (6), Kikanović (15); Gordić (12), Bavčić (1), Đedović (8), Bajramović (9)

 Chorvatsko –  Finsko 84-79 (25-26, 16-17, 19-13, 24-23)
31. srpna 2011 (21:00) - Alytaus Arena (Alytus)

Rozhodčí: Robert Lottermoser (GER), David Chambon (FRA), Fernando Rocha (POR)
Chorvatsko: Draper (-), Simon (4), Bogdanović (27), Andrić (6), Barać (-); Tomić (14), Popović (12), Stipčević (3), Tomas (2), Markota (11), Žorić (5)
Finsko: Koponen (14), Huff (11), Salin (13), Muurinen (7), Kotti (6); Koivisto (6), Nikkilä (2), Lee (7), Mäkäläinen (-), Möttölä (3), Rannikko (10)

 Bosna a Hercegovina -  Černá Hora 94-86 (25-19, 23-22, 19-27, 27-18)
1. září 2011 (15:30) - Alytaus Arena (Alytus)

Rozhodčí: Luigi Lamonica (ITA), David Chambon (FRA), Jurgis Laurinavičius (LIT)
Bosna a Hercegovina: Vasiljević (9), Domercant (6), Đedović (19), Teletović (23), Kikanović (9); Gordić (14), Jazvin (-), Ikonić (9), Bavčić (-), Bajramović (5)
Černá Hora: Cook (16), Bakić (-), Dašić (14), Dragičević (13), Vučević (6); Jeretin (12), Šćepanović (3), Borisov (-), Mihailović (-), Vraneš (-), Bjelica (6), Peković (16)

 Finsko –  Řecko 61-81 (14-20, 18-21, 12-16, 17-24)
1. září 2011 (18:00) - Alytaus Arena (Alytus)

Rozhodčí: Miguel Ángel Pérez (SPA), Juris Kokainis (LAT), Emin Moğulkoç (TUR)
Finsko: Koponen (21), Huff (5), Salin (6), Muurinen (2), Kotti (1); Koivisto (-), Nikkilä (1), Lee (13), Mäkäläinen (-), Möttölä (5), Virtanen (6), Rannikko (1)
Řecko: Calathes (6), Zisis (14), Papanikolaou (2), Fotsis (9), Bourousis (19); Xanthopoulos (-), Vasiliadis (5), Mavroidis (2), Bramos (9), Koufos (7), Sloukas (2), Kaimakoglou (6)

 Makedonie –  Chorvatsko 78-76 (21-18, 16-23, 23-21, 18-14)
1. září 2011 (21:00) - Alytaus Arena (Alytus)

Rozhodčí: Robert Lottermoser (GER), Milivoje Jovčić (SER), Fernando Rocha (POR)
Makedonie: McCalebb (19), Ilievski (18), V. Stojanovski (5), Antić (15), Gečevski (10); Sokolov (-), D. Stojanovski (2), Čekovski (1), Samardžiski (8)
Chorvatsko: Draper (13), Simon (10), Bogdanović (11), Andrić (1), Barać (4); Tomić (10), Popović (3), Stipčević (-), Tomas (5), Markota (12), Žorić (7)

 Finsko –  Bosna a Hercegovina 92-64 (24-20, 18-18, 34-18, 16-8)
3. září 2011 (15:30) - Alytaus Arena (Alytus)

Rozhodčí: Robert Lottermoser (GER), Milivoje Jovčić (SER), Fernando Rocha (POR)
Finsko: Rannikko (7), Koponen (14), Huff (7), Kotti (10), Lee (12); Koivisto (17), Nikkilä (2), Muurinen (4), Salin (9), Mäkäläinen (-), Möttölä (10), Virtanen (-)
Bosna a Hercegovina: Vasiljević (2), Domercant (25), Đedović (2), Teletović (6), Kikanović (7); Gordić (-), Nešović (-), Jazvin (-), Ikonić (8), Milošević (2), Bavčić (1), Bajramović (11)

 Řecko –  Makedonie 58-72 (18-16, 11-14, 18-20, 11-22)
3. září 2011 (18:00) - Alytaus Arena (Alytus)

Rozhodčí: Luigi Lamonica (ITA), David Chambon (FRA), Jurgis Laurinavičius (LIT)
Řecko: Calathes (7), Zisis (9), Papanikolaou (1), Fotsis (16), Bourousis (10); Xanthopoulos (2), Vasiliadis (3), Mavroidis (1), Bramos (-), Koufos (3), Sloukas (-), Kaimakoglou (6)
Makedonie: McCalebb (27), Ilievski (6), V. Stojanovski (2), Antić (12), Gečevski (11); Sokolov (-), D. Stojanovski (3), Čekovski (11), Samardžiski (-)

 Chorvatsko –  Černá Hora 87-81 (24-16, 22-26, 21-18, 20-21)
3. září 2011 (21:00) - Alytaus Arena (Alytus)

Rozhodčí: Miguel Ángel Pérez (SPA), Marek Ćmikiewicz (POL), Emin Moğulkoç (TUR)
Chorvatsko: Draper (9), Simon (9), Bogdanović (6), Žorić (3), Tomić (26); Andrić (3), Popović (23), Stipčević (-), Markota (8), Rudež (-), Barać (-)
Černá Hora: Cook (5), Bakić (-), Dašić (12), Dragičević (17), Peković (9); Vučević (4), Jeretin (18), Šćepanović (7), Borisov (-), Mihailović (-), Vraneš (-), Bjelica (9)

 Makedonie –  Finsko 72-70 (20-21, 18-19, 16-18, 18-12)
4. září 2011 (15:30) - Alytaus Arena (Alytus)

Rozhodčí: Miguel Ángel Pérez (SPA), Emin Moğulkoç (TUR), Juris Kokainis (LAT)
Makedonie: McCalebb (18), Ilievski (2), V. Stojanovski (16), Antić (14), Gečevski (8); Sokolov (6), D. Stojanovski (-), Čekovski (4), Samardžiski (4)
Finsko: Rannikko (1), Koponen (11), Huff (6), Kotti (9), Lee (10); Koivisto (11), Nikkilä (-), Muurinen (6), Salin (8), Mäkäläinen (-), Möttölä (8)

 Černá Hora –  Řecko 55-71 (18-21, 13-11, 10-26, 14-13)
4. září 2011 (18:00) - Alytaus Arena (Alytus)

Rozhodčí: Robert Lottermoser (GER), Milivoje Jovčić (SER), Fernando Rocha (POR)
Černá Hora: Cook (4), Šćepanović (5), Dašić (2), Dragičević (4), Peković (15); Vučević (4), Jeretin (7), Bakić (-), Borisov (6), Mihailović (-), Bjelica (8)
Řecko: Zisis (4), Xanthopoulos (2), Bramos (4), Koufos (19), Bourousis (2); Vasiliadis (11), Calathes (12), Fotsis (14), Papanikolaou (3), Mavroidis (-), Sloukas (-), Kaimakoglou (-)

 Bosna a Hercegovina –  Chorvatsko 92-80 (28-28, 15-8, 21-23, 28-21)
4. září 2011 (21:00) - Alytaus Arena (Alytus)

Rozhodčí: Luigi Lamonica (ITA), Marek Ćmikiewicz (POL), Jurgis Laurinavičius (LIT)
Bosna a Hercegovina: Vasiljević (3), Domercant (23), Đedović (9), Teletović (26), Kikanović (2); Gordić (-), Ikonić (10), Bavčić (7), Bajramović (12)
Chorvatsko: Draper (8), Simon (11), Bogdanović (16), Žorić (6), Tomić (23); Andrić (1), Popović (10), Stipčević (1), Markota (4), Rudež (-)

 Finsko -  Černá Hora 71-65 (25-14, 11-26, 21-14, 14-11)
5. září 2011 (15:30) - Alytaus Arena (Alytus)

Rozhodčí: David Chambon (FRA), Jurgis Laurinavičius (LIT), Marek Ćmikiewicz (POL)
Finsko: Rannikko (2), Koponen (10), Huff (6), Kotti (11), Lee (12); Koivisto (6), Nikkilä (2), Muurinen (5), Salin (8), Mäkäläinen (-), Virtanen (9)
Černá Hora: Cook (4), Mihailović (2), Dašić (2), Dragičević (7), Peković (16); Vučević (4), Jeretin (9), Bakić (-), Borisov (14), Bjelica (7)

 Řecko –  Chorvatsko 74-69 (25-13, 19-14, 14-18, 16-24)
5. září 2011 (18:00) - Alytaus Arena (Alytus)

Rozhodčí: Miguel Ángel Pérez (SPA), Robert Lottermoser (GER), Juris Kokainis (LAT)
Řecko: Calathes (9), Zisis (9), Bramos (2), Fotsis (17), Koufos (7); Xanthopoulos (-), Bourousis (11), Vasiliadis (17), Papanikolaou (-), Kaimakoglou (2)
Chorvatsko: Draper (3), Simon (11), Bogdanović (4), Andrić (9), Tomić (10); Popović (14), Stipčević (2), Markota (-), Rudež (-), Žorić (2), Barać (14)

 Makedonie -  Bosna a Hercegovina 75-63 (16-17, 19-21, 18-9, 22-16)
5. září 2011 (21:00) - Alytaus Arena (Alytus)

Rozhodčí: Luigi Lamonica (ITA), Milivoje Jovčić (SER), Fernando Rocha (POR)
Makedonie: McCalebb (22), Ilievski (7), V. Stojanovski (4), Antić (15), Gečevski (13); Mirakovski (-), Sokolov (-), D. Stojanovski (5), Čekovski (7), Samardžiski (2)
Bosna a Hercegovina: Vasiljević (9), Domercant (5), Đedović (15), Teletović (8), Kikanović (5); Gordić (4), Ikonić (5), Bavčić (-), Bajramović (12)

#### Skupina D (Klaipėda)
|    |           | RUS   | SLO   | GEO   | BUL   | UKR   | BEL   | V | P | Skóre   | B  |
| 1. | Rusko     | ***   | 65:64 | 65:58 | 89:77 | 73:64 | 79:58 | 5 | 0 | 371:321 | 10 |
| 2. | Slovinsko | 64:85 | ***   | 87:75 | 67:59 | 68:64 | 70:61 | 4 | 1 | 356:324 | 9  |
| 3. | Gruzie    | 58:65 | 75:87 | ***   | 69:79 | 69:53 | 81:59 | 2 | 3 | 352:343 | 7  |
| 4. | Bulharsko | 77:89 | 59:67 | 79:69 | ***   | 56:67 | 68:65 | 2 | 3 | 339:357 | 7  |
| 5. | Ukrajina  | 64:73 | 64:68 | 53:69 | 67:56 | ***   | 74:61 | 2 | 3 | 322:327 | 7  |
| 6. | Belgie    | 58:79 | 61:70 | 59:81 | 65:68 | 61:74 | ***   | 0 | 5 | 304:372 | 5  |

- Rusko, Slovinsko a Gruzie postopili do druhého kola.

 Belgie –  Gruzie 59-81 (11-20, 13-17, 18-21, 17-23)
31. srpna 2011 (15:30) - Švyturio Arena (Klaipėda)

Rozhodčí: Ilija Belošević (SER), Seffi Shemmesh (ISR), Csaba Cziffra (HUN)
Belgie: Van Rossom (-), Lauwers (8), Faison (7), Beghin (13), Van den Spiegel (4); Moors (7), Oveneke (-), Steinbach (-), Tabu (2), Muya (6), De Zeeuw (-), Mbenga (12)
Gruzie: Tsintsadze (8), Markoishvili (5), Sanikidze (13), V. Boisa (10), Pachulia (16); Gamqrelidze (1), A. Boisa (2), Shermadini (7), Parghalava (-), Haynes (4), Shengelia (13), Tskitishvili (2)

 Slovinsko –  Bulharsko 67-59 (17-13, 12-12, 18-15, 20-19)
31. srpna 2011 (18:00) - Švyturio Arena (Klaipėda)

Rozhodčí: Juan Carlos Arteaga (SPA), Oļegs Latiševs (LAT), Tomas Jasevičius (LIT)
Slovinsko: Lakovič (6), Ožbolt (4), Z. Dragič (12), Slokar (4), Lorbek (18); Smodiš (-), Udrih (3), Murič (-), G. Dragič (13), Jagodnik (3), Begić (4)
Bulharsko: Rowland (20), Kostov (7), Videnov (14), D. Ivanov (5), Vărbanov (4); K. Ivanov (5), Marinov (-), Avramov (2), Georgiev (2), Banev (-)

 Rusko –  Ukrajina 73-64 (15-11, 13-13, 25-26, 20-14)
31. srpna 2011 (21:00) - Švyturio Arena (Klaipėda)

Rozhodčí: Fabio Facchini (ITA), Murat Biricik (TUR), Oliver Krause (GER)
Rusko: Bykov (8), Ponkrašov (3), Chrjapa (8), Kirilenko (20), Mozgov (4); Voronševič (6), Fridzon (12), Šved (10), Monja (2)
Ukrajina: Zabirčenko (5), Burtt (7), Pustozvonov (6), Pečerov (6), Kravcov (12); Lukašov (3), Kolčenko (9), Saltovets’ (-), Liščuk (13), Kozlov (3), Fesenko (-)

 Bulharsko -  Belgie 68-65 (14-13, 18-20, 24-19, 12-13)
1. září 2011 (15:30) - Švyturio Arena (Klaipėda)

Rozhodčí: Fabio Facchini (ITA), Oliver Krause (GER), Neil Wilkinson (ENG)
Bulharsko: Rowland (22), Georgiev (3), Videnov (17), D. Ivanov (3), Vărbanov (4); K. Ivanov (8), Kostov (6), Avramov (-), Janev (3), Banev (2)
Belgie: Van Rossom (17), Lauwers (-), Faison (3), Beghin (13), Van den Spiegel (12); Moors (9), Tabu (8), Muya (3), De Zeeuw (-), Mbenga (-)

 Gruzie –  Rusko 58-65 (16-20, 11-20, 18-12, 13-13)
1. září 2011 (18:00) - Švyturio Arena (Klaipėda)

Rozhodčí: Juan Carlos Arteaga (SPA), Tomas Jasevičius (LIT), Murat Biricik (TUR)
Gruzie: Tsintsadze (2), Markoishvili (21), Sanikidze (10), V. Boisa (-), Pachulia (11); Gamqrelidze (-), Shermadini (-), Haynes (7), Shengelia (3), Tskitishvili (4)
Rusko: Bykov (2), Ponkrašov (-), Chrjapa (1), Kirilenko (20), Šabalkin (-); Voronševič (5), Mozgov (6), Fridzon (9), Šved (7), Antonov (3), Monja (12)

 Ukrajina –  Slovinsko 64-68 (12-18, 8-23, 18-16, 26-11)
1. září 2011 (21:00) - Švyturio Arena (Klaipėda)

Rozhodčí: Ilija Belošević (SER), Seffi Shemmesh (ISR), Oļegs Latiševs (LAT)
Ukrajina: Zabirčenko (6), Burtt (14), Pustozvonov (5), Pečerov (2), Kravcov (1); Lukašov (5), Kolčenko (8), Lypovyj (3), Liščuk (9), Kozlov (-), Fesenko (11)
Slovinsko: Lakovič (4), Ožbolt (4), Z. Dragič (7), Lorbek (12), Begić (14); Slokar (5), Smodiš (9), Udrih (6), Murič (2), G. Dragič (5), Jagodnik (-)

 Ukrajina –  Bulharsko 67-56 (16-14, 18-11, 19-13, 14-18)
3. září 2011 (15:30) - Švyturio Arena (Klaipėda)

Rozhodčí: Ilija Belošević (SER), Neil Wilkinson (ENG), Tomas Jasevičius (LIT)
Ukrajina: Zabirčenko (12), Burtt (17), Pustozvonov (-), Liščuk (5), Kravcov (7), Lukašov (-), Kolčenko (18), Pečerov (3), Fesenko (5)
Bulharsko: Rowland (9), Videnov (10), Janev (-), D. Ivanov (9), Vărbanov (4); K. Ivanov (9), Kostov (10), Avramov (5), Georgiev (-), Banev (-)

 Slovinsko –  Gruzie 87-75 (15-25, 25-15, 19-18, 28-17)
3. září 2011 (18:00) - Švyturio Arena (Klaipėda)

Rozhodčí: Juan Carlos Arteaga (SPA), Seffi Shemmesh (ISR), Oliver Krause (GER)
Slovinsko: Lakovič (22), Z. Dragič (15), Murič (-), Smodiš (3), Begić (2); Slokar (-), Rupnik (-), Ožbolt (21), Udrih (-), G. Dragič (2), Jagodnik (10), Lorbek (12)
Gruzie: Tsintsadze (5), Markoishvili (16), Sanikidze (10), V. Boisa (3), Pachulia (22); Gamqrelidze (6), Shermadini (-), Haynes (6), Shengelia (6), Tskitishvili (1)

 Rusko –  Belgie 79-58 (21-16, 16-16, 20-16, 22-10)
3. září 2011 (21:00) - Švyturio Arena (Klaipėda)

Rozhodčí: Fabio Facchini (ITA), Oļegs Latiševs (LAT), Csaba Cziffra (HUN)
Rusko: Bykov (3), Chvostov (1), Chrjapa (6), Kirilenko (9), Mozgov (7), Voronševič (17), Fridzon (22), Šved (2), Šabalkin (2), Antonov (7), Monja (-), Ponkrašov (3)
Belgie: Van Rossom (2), Moors (2), Faison (14), Beghin (8), Van den Spiegel (4); Steinbach (2), Tabu (1), Lauwers (5), Muya (5), De Zeeuw (8), Mbenga (7)

 Gruzie –  Ukrajina 69-53 (10-17, 20-16, 21-11, 18-9)
 4. září 2011 (15:30) - Švyturio Arena (Klaipėda)

Rozhodčí: Fabio Facchini (ITA), Oļegs Latiševs (LAT), Murat Biricik (TUR)
Gruzie: Tsintsadze (14), Markoishvili (14), Sanikidze (8), V. Boisa (1), Pachulia (6); Gamqrelidze (-), Shermadini (4), Haynes (7), Shengelia (12), Tskitishvili (3)
Ukrajina: Zabirčenko (3), Burtt (11), Pustozvonov (5), Liščuk (7), Kracsov (2); Lukašov (5), Kolčenko (2), Lypovyj (-), Saltovec (-), Pečerov (11), Kozlov (-), Fesenko (7)

 Bulharsko –  Rusko 77-89 (18-23, 20-19, 21-25, 18-22)
4. září 2011 (18:00) - Švyturio Arena (Klaipėda)

Rozhodčí: Juan Carlos Arteaga (SPA), Seffi Shemmesh (ISR), Csaba Cziffra (HUN)
Bulharsko: Rowland (14), Videnov (17), Marinov (4), D. Ivanov (23), Vărbanov (2); K. Ivanov (9), Kostov (4), Avramov (2), Georgiev (2), Yanev (-)
Rusko: Bykov (2), Chvostov (-), Chrjapa (12), Kirilenko (25), Mozgov (15); Voroncevič (2), Fridzon (13), Šved (7), Antonov (7), Monja (6), Ponkrašov (-)

 Belgie –  Slovinsko 61-70 (15-14, 15-15, 17-21, 14-20)
4. září 2011 (21:00) - Švyturio Arena (Klaipėda)

Rozhodčí: Ilija Belošević (SER), Tomas Jasevičius (LIT), Neil Wilkinson (ENG)
Belgie: Van Rossom (-), Muya (2), Faison (13), Beghin (9), Van den Spiegel (16); Moors (4), Steinbach (5), Lauwers (9), De Zeeuw (3), Mbenga (-)
Slovinsko: G. Dragič (18), Udrih (2), Z. Dragič (6), Smodiš (4), Begić (14); Slokar (7), Lakovič (5), Rupnik (-), Murič (2), Jagodnik (5), Lorbek (7)

 Gruzie –  Bulharsko 69-79 (15-19, 22-15, 18-18, 14-27)
 5. září 2011 (15:30) - Švyturio Arena (Klaipėda)

Rozhodčí: Fabio Facchini (ITA), Tomas Jasevičius (LIT), Oliver Krause (GER)
Gruzie: Tsintsadze (1), Markoishvili (13), Sanikidze (18), V. Boisa (3), Pachulia (13); Shermadini (-), Haynes (15), Shengelia (6), Tskitishvili (-)
Bulharsko: Rowland (25), Videnov (9), Marinov (9), D. Ivanov (12), Vărbanov (-); K. Ivanov (15), Kostov (-), Avramov (9), Georgiev (-), Banev (-)

 Slovinsko –  Rusko 64-65 (19-16, 21-18, 15-19, 9-12)
5. září 2011 (18:00) - Švyturio Arena (Klaipėda)

Rozhodčí: Juan Carlos Arteaga (SPA), Ilija Belošević (SER), Oļegs Latiševs (LAT)
Slovinsko: G. Dragič (4), Ožbolt (8), Z. Dragič (7), Lorbek (14), Begić (6); Slokar (5), Lakovič (8), Smodiš (7), Murič (5), Jagodnik (-)
Rusko: Bykov (5), Chvostov (-), Chrjapa (10), Kirilenko (8), Mozgov (5), Voroncevič (18), Fridzon (5), Šved (5), Antonov (4), Monja (3), Ponkrašov (2)

 Ukrajina –  Belgie 74-61 (13-16, 30-10, 13-13, 18-22)
5. září 2011 (21:00) – Švyturio Arena (Klaipėda)

Rozhodčí: Seffi Shemmesh (ISR), Murat Biricik (TUR), Neil Wilkinson (ENG)
Ukrajina: Zabirčenko (4), Burtt (9), Pustozvonov (4), Liščuk (2), Kravcov (13); Lukašov (8), Kolčenko (10), Lypovyj (5), Saltovec (2), Pečerov (15), Kozlov (-), Fesenko (2)
Belgie: Van Rossom (17), Muya (2), Faison (5), De Zeeuw (10), Van den Spiegel (5); Moors (-), Oveneke (-), Steinbach (-), Lauwers (13), Mbenga (9)

### Druhé kolo

#### Skupina E (Vilnius)
|    |           | ESP    | FRA     | LIT    | SER     | GER    | TUR    | V | P | Skóre   | B |
| 1. | Španělsko | ***    | 96:69   | 91:79* | 84:59   | 77:68  | 57:65* | 4 | 1 | 405:340 | 9 |
| 2. | Francie   | 69:96  | ***     | 73:67  | 97:96p* | 76:65* | 68:64  | 4 | 1 | 383:388 | 9 |
| 3. | Litva     | 79:91* | 67:76   | ***    | 100:90  | 84:75  | 75:68* | 3 | 2 | 405:397 | 8 |
| 4. | Srbsko    | 59:84  | 96:97p* | 90:100 | ***     | 75:64* | 68:67  | 2 | 3 | 388:412 | 7 |
| 5. | Německo   | 68:77  | 65:76*  | 75:84  | 64:75*  | ***    | 73:67  | 1 | 4 | 345:379 | 6 |
| 6. | Turecko   | 65:57* | 64:68   | 68:75* | 67:68   | 67:73  | ***    | 1 | 4 | 331:341 | 6 |

- s hvězdičkou = zápasy ze základní skupiny.
- Španělsko, Francie, Litva a Srbsko postopili do čtvrtfinále.

 Německo –  Španělsko 68-77 (15-16, 18-20, 22-20, 13-21)
7. září 2011 (15:30) - Siemens Arena (Vilnius)

Rozhodčí: Christos Christodoulou (GRE), Fernando Rocha (POR), Marek Ćmikiewicz (POL)
Německo: Schaffartzik (7), Hamann (7), Benzing (10), Nowitzki (19), Kaman (15); Herber (7), Schultze (-), Ohlbrecht (-), Schwethelm (3), Pleiß (-), Staiger (-)
Španělsko: Calderón (2), Navarro (14), Rudy (6), P. Gasol (19), M. Gasol (24); Rubio (-), Reyes (-), San Emeterio (12), Llull (-), Ibaka (-)

 Turecko –  Francie 64-68 (14-12, 13-19, 17-26, 20-11)
7. září 2011 (18:00) - Siemens Arena (Vilnius)

Rozhodčí: Fabio Facchini (ITA), Seffi Shemmesh (ISR), Sergej Michajlov (RUS)
Turecko: Ender (2), Ömer Onan (8), Hidayet (13), Ersan (10), Ömer Aşık (10); Sinan (-), Preldžić (11), Kerem Tunçeri (-), Oğuz (6), Enes (4)
Francie: Parker (20), Batum (13), Gélabale (3), Diaw (3), Noah (7); Seraphin (2), Kahudi (8), Traoré (8), Piétrus (4), De Colo (-)

 Srbsko –  Litva 90-100 (24-26, 20-28, 24-24, 22-22)
7. září 2011 (21:00) - Siemens Arena (Vilnius)

Rozhodčí: Luigi Lamonica (ITA), Damir Javor (SVN), Oļegs Latiševs (LAT)
Srbsko: Teodosić (16), Tepić (12), Kešelj (6), Savanović (16), Krstić (21); Rašić (3), Bjelica (2), Marković (2), Perović (4), Mačvan (8)
Litva: Kalnietis (19), Kaukėnas (8), Jasaitis (9), Jankūnas (13), Javtokas (4); Pocius (13), Songaila (2), Valančiūnas (18), Jasikevičius (14)

 Španělsko –  Srbsko 84-59 (23-14, 20-18, 27-17, 14-10) 
9. září 2011 (15:30) - Siemens Arena (Vilnius)

Rozhodčí: Fabio Facchini (ITA), Spyros Gontas (GRE), Apostolos Kalpakas (SWE)
Španělsko: Calderón (8), Navarro (14), Rudy (2), P. Gasol (26), M. Gasol (20); Rubio (2), Reyes (4), Claver (2), San Emeterio (2), Llull (2), Ibaka (1), Sada (1)
Srbsko: Teodosić (6), Tepić (8), Kešelj (3), Mačvan (6), Krstić (12); Paunić (3), Bjelica (4), Marković (1), Savanović (11), Perović (5), Marjanović (-)

 Německo –  Turecko 73-67 (6-13, 17-13, 25-20, 25-21)
9. září 2011 (18:00 h) - Siemens Arena (Vilnius)

Rozhodčí: Luigi Lamonica (ITA), Robert Vyklický (CZE), Aleksandar Milojević (MAC)
Německo: Hamann (8), Herber (-), Benzing (-), Nowitzki (19), Kaman (20); Schultze (-), Schaffartzik (10), Schwethelm (14), Pleiß (-), Jagla (2)
Turecko: Ender (5), Ömer Onan (6), Hidayet (9), Ersan (4), Ömer Aşık (19); Cenk (-), Preldžić (7), Kerem Tunçeri (3), Oğuz (3), Enes (11)

 Litva –  Francie 67-73 (16-18, 12-16, 18-9, 21-30)
9. září 2011 (21:00) - Siemens Arena (Vilnius)

Rozhodčí: Christos Christodoulou (GRE), Fernando Rocha (POR), Petri Mäntylä (FIN)
Litva: Kalnietis (4), Kaukėnas (5), Jasaitis (13), Songaila (9), Javtokas (6); Delininkaitis (-), Pocius (6), Jankūnas (4), Valančiūnas (12), Lavrinovič (2), Jasikevičius (6)
Francie: Parker (19), Batum (9), Diaw (4), Piétrus (4), Noah (9); Seraphin (-), Kahudi (3), Traoré (4), De Colo (21)

 Srbsko –  Turecko 68-67 (18-11, 17-16, 21-26, 12-14)
11. září 2011 (15:30) - Siemens Arena (Vilnius)

Rozhodčí: Luigi Lamonica (ITA), Damir Javor (SVN), Petri Mäntylä (FIN)
Srbsko: Teodosić (20), Tepić (12), Kešelj (-), Savanović (14), Krstić (8); Paunić (-), Bjelica (3), Marković (3), Perović (8), Mačvan (-)
Turecko: Kerem Tunçeri (8), Ömer Onan (11), Hidayet (8), Ersan (10), Ömer Aşık (5); Preldžić (8), Oğuz (-), Ender (6), Enes (11)

 Francie –  Španělsko 69-96 (22-21, 16-18, 10-29, 21-28)
11. září 2011 (18:00) - Siemens Arena (Vilnius)

Rozhodčí: Sreten Radović (CRO), Oļegs Latiševs (LAT), Miroslav Tomov (BUL)
Francie: Albicy (8), Batum (9), Diaw (5), Piétrus (2), Traoré (16); Seraphin (18), Kahudi (1), De Colo (10), Tchicamboud (-)
Španělsko: Calderón (-), Navarro (16), Rudy (15), P. Gasol (11), M. Gasol (9); Rubio (-), Reyes (10), Claver (8), San Emeterio (4), Llull (9), Ibaka (10), Sada (4)

 Litva –  Německo 84-75 (21-17, 16-16, 21-19, 26-23)
11. září 2011 (21:00) - Siemens Arena (Vilnius)

Rozhodčí: Fabio Facchini (ITA), Spyros Gontas (GRE), Sergej Michajlov (RUS)
Litva: Kalnietis (9), Kaukėnas (19), Jasaitis (8), Songaila (4), Javtokas (8); Pocius (2), Jankūnas (2), Valančiūnas (15), Jasikevičius (17)
Německo: Hamann (-), Schwethelm (3), Benzing (18), Nowitzki (16), Kaman (25); Herber (-), Schultze (-), Schaffartzik (13), Staiger (-), Jagla (-)

#### Skupina F (Vilnius)
|    |           | RUS    | MAC    | GRE    | SLO    | FIN    | GEO    | V | P | Skóre   | B  |
| 1. | Rusko     | ***    | 63:61  | 83:67  | 65:54* | 79:60  | 65:58* | 5 | 0 | 355:310 | 10 |
| 2. | Makedonie | 61:63  | ***    | 72:58* | 68:59  | 72:70* | 65:63  | 4 | 1 | 338:313 | 9  |
| 3. | Řecko     | 67:83  | 58:72* | ***    | 69:60  | 81:61* | 73:60  | 3 | 2 | 348:336 | 8  |
| 4. | Slovinsko | 64:65* | 59:68  | 60:69  | ***    | 67:60  | 87:75* | 2 | 3 | 337:337 | 7  |
| 5. | Finsko    | 60:79  | 70:72* | 61:81* | 60:67  | ***    | 87:63  | 1 | 4 | 338:372 | 6  |
| 6. | Gruzie    | 58:65* | 63:65  | 61:81* | 75:87* | 63:87  | ***    | 0 | 5 | 329:377 | 5  |

- s hvězdičkou = zápasy ze základní skupiny.
- Rusko, Makedonie, Řecko a Slovinsko postopili do čtvrtfinále.

 Gruzie –  Makedonie 63-65 (12-13, 14-16, 18-25, 19-11)
8. září 2011 (15:30) - Siemens Arena (Vilnius)

Rozhodčí: Robert Lottermoser (GER), Ademir Zurapović (BIH), Marius Ciulin (ROM)
Gruzie: Tsintsadze (1), Markoishvili (8), Sanikidze (15), V. Boisa (4), Tskitishvili (20); Gamqrelidze (1), A. Boisa (-), Shermadini (1), Haynes (6), Shengelia (7)
Makedonie: McCalebb (27), Ilievski (6), V. Stojanovski (8), Antić (8), Gečevski (4); Mirakovski (-), Sokolov (3), D. Stojanovski (4), Čekovski (-), Samardžiski (5)

 Finsko –  Rusko 60-79 (14-18, 6-15, 18-26, 22-20)
8. září 2011 (18:00) - Siemens Arena (Vilnius)

Rozhodčí: Miguel Ángel Pérez (SPA), Srđan Dožai (CRO), Tomas Jasevičius (LIT)
Finsko: Rannikko (11), Koponen (10), Huff (14), Kotti (6), Lee (11); Koivisto (4), Nikkilä (2), Muurinen (-), Salin (-), Mäkäläinen (-), Virtanen (2)
Rusko: Bykov (8), Pankrašov (-), Chrjapa (7), Kirilenko (14), Mozgov (11); Voronševič (11), Fridzon (6), Šved (12), Shabalkin (2), Antonov (2), Monja (6)

 Slovinsko –  Řecko 60-69 (13-18, 12-19, 21-7, 14-25) 
8. září 2011 (21:00) - Siemens Arena (Vilnius)

Rozhodčí: Juan Carlos Arteaga (SPA), Sreten Radović (CRO), Renaud Geller (BEL)
Slovinsko: Lakovič (14), Ožbolt (3), Z. Dragič (10), Smodiš (5), Lorbek (10); Slokar (-), Udrih (-), Murič (1), G. Dragič (9), Jagodnik (-), Begić (8)
Řecko: Calathes (7), Zisis (19), Bramos (7), Kaimakoglou (2), Bourousis (8); Xanthopoulos (-), Vasiliadis (5), Fotsis (7), Papanikolaou (6), Mavroidis (2), Koufos (6)

 Gruzie –  Finsko 73-87 (13-22, 20-14, 19-25, 21-26) 
10. září 2011 (15:30) - Siemens Arena (Vilnius)

Rozhodčí: Juan Carlos Arteaga (SPA), Emin Moğulkoç (TUR), Volodymyr Drabikovskyj (UKR)
Gruzie: Haynes (8), Markoishvili (10), Sanikidze (16), V. Boisa (-), Tskitishvili (5); Gamqrelidze (7), A. Boisa (2), Shermadini (13), Parghalava (-), Shengelia (12)
Finsko: Rannikko (10), Koponen (12), Huff (10), Kotti (12), Lee (5); Koivisto (14), Nikkilä (4), Muurinen (11), Salin (7), Mäkäläinen (2)

 Makedonie –  Slovinsko 68-59 (20-16, 19-15, 15-11, 14-17)
10. září 2011 (18:00) - Siemens Arena (Vilnius)

Rozhodčí: Miguel Ángel Pérez (SPA), David Chambon (FRA), Murat Biricik (TUR)
Makedonie: McCalebb (19), Ilievski (14), V. Stojanovski (11), Antić (-), Gečevski (8); Sokolov (-), D. Stojanovski (3), Čekovski (7), Samardžiski (6)
Slovinsko: G. Dragič (20), Ožbolt (-), Z. Dragič (4), Jagodnik (2), Lorbek (4); Slokar (2), Lakovič (9), Rupnik (-), Smodiš (2), Udrih (5), Murič (5), Begić (6)

 Řecko –  Rusko 67-83 (16-15, 23-27, 18-23, 10-18) 
10. září 2011 (21:00) - Siemens Arena (Vilnius)

Rozhodčí: Ilija Belošević (SER), Robert Lottermoser (GER), Juris Kokainis (LAT)
Řecko: Calathes (7), Zisis (10), Kaimakoglou (5), Fotsis (10), Bourousis (5); Xanthopoulos (-), Vasiliadis (-), Papanikolaou (3), Mavroidis (4), Bramos (8), Koufos (15)
Rusko: Bykov (4), Pankrašov (3), Chrjapa (11), Kirilenko (13), Mozgov (19); Voronševič (6), Fridzon (6), Šved (15), Antonov (-), Monja (6)

 Slovinsko –  Finsko 67-60 (14-12, 28-16, 12-20, 13-12)
12. září 2011 (15:30) - Siemens Arena (Vilnius)
Rozhodčí: Miguel Ángel Pérez (SPA), Robert Lottermoser (GER), Marek, Ćmikiewicz (POL)
Slovinsko: Lakovič (11), Z. Dragič (10), Murič (3), Lorbek (14), Begić (8); Slokar (13), Ožbolt (1), Smodiš (-), Udrih (-), G. Dragič (7), Jagodnik (-)
Finsko: Rannikko (6), Koponen (14), Huff (13), Muurinen (2), Kotti (7); Koivisto (2), Nikkilä (3), Lee (7), Salin (2), Mäkäläinen (-), Möttölä (4), Virtanen (-)

 Řecko –  Gruzie 73-60 (12-13, 20-22, 19-12, 22-13)
12. září 2011 (18:00) - Siemens Arena (Vilnius)

Rozhodčí: Ilija Belošević (SER), Ademir Zurapović (BIH), Marius Ciulin (ROM)
Řecko: Calathes (7), Zisis (5), Papanikolaou (4), Fotsis (10), Bourousis (13); Xanthopoulos (-), Vasiliadis (15), Mavroidis (6), Bramos (-), Koufos (6), Sloukas (3), Kaimakoglou (4)
Gruzie: Haynes (11), Markoishvili (8), Sanikidze (6), Tskitishvili (3), Shermadini (10); Gamqrelidze (9), V. Boisa (-), A. Boisa (2), Parghalava (-), Shengelia (11)
 Rusko –  Makedonie 63-61 (9-20, 18-14, 14-15, 12-12)
12. září 2011 (21:00) - Siemens Arena (Vilnius)

Rozhodčí: Juan Carlos Arteaga (SPA), Srđan Dožai (CRO), Emin Moğulkoç (TUR)
Rusko: Bykov (8), Ponkrašov (-), Chrjapa (4), Kirilenko (2), Mozgov (8); Voronšvič (4), Fridzon (11), Šved (14), Antonov (4), Monja (8), Chvostov (-)
Makedonie: McCalebb (16), Ilievski (6), D. Stojanovski (3), Antić (15), Samardžiski (9); Sokolov (-), V. Stojanovski (6), Čekovski (6)

### Play off
|  | Čtvrtfinále | Čtvrtfinále |           |           | Semifinále  | Semifinále  |  |  | Finále | Finále |
|  |             |             |           |           |             |             |  |  |        |        |
|  |             |             |           |           |             |             |  |  |        |        |
|  |             |             |           |           |             |             |  |  |        |        |
|  | Španělsko   | 86          |           |           |             |             |  |  |        |        |
|  | Španělsko   | 86          |           |           |             |             |  |  |        |        |
|  | Slovinsko   | 64          |           |           |             |             |  |  |        |        |
|  | Slovinsko   | 64          | Španělsko | 92        |             |             |  |  |        |        |
|  |             |             | Španělsko | 92        |             |             |  |  |        |        |
|  |             | Makedonie   | 80        |           |             |             |  |  |        |        |
|  | Makedonie   | Makedonie   | 80        | 67        |             |             |  |  |        |        |
|  | Makedonie   |             |           | 67        |             |             |  |  |        |        |
|  | Litva       | 65          |           |           |             |             |  |  |        |        |
|  | Litva       | 65          | Španělsko | 98        |             |             |  |  |        |        |
|  |             |             | Španělsko | 98        |             |             |  |  |        |        |
|  |             | Francie     | 85        |           |             |             |  |  |        |        |
|  | Francie     | Francie     | 85        | 64        |             |             |  |  |        |        |
|  | Francie     |             |           | 64        |             |             |  |  |        |        |
|  | Řecko       | 56          |           |           |             |             |  |  |        |        |
|  | Řecko       | 56          | Francie   | 79        | Třetí místo | Třetí místo |  |  |        |        |
|  |             |             | Francie   | 79        | Třetí místo | Třetí místo |  |  |        |        |
|  |             | Rusko       | 71        |           |             |             |  |  |        |        |
|  | Rusko       | Rusko       | 71        | 77        | Rusko       | 72          |  |  |        |        |
|  | Rusko       |             |           | 77        | Rusko       | 72          |  |  |        |        |
|  | Srbsko      | 67          |           | Makedonie | 68          |             |  |  |        |        |
|  | Srbsko      | 67          |           |           | 68          |             |  |  |        |        |
|  |             |             |           |           |             |             |  |  |        |        |
|  |             |             |           |           |             |             |  |  |        |        |

### Čtvrtfinále
Španělsko –  Slovinsko 86-64 (16-23, 19-8, 36-14, 15-19)
14. září 2011 (18:00) - Žalgirio Arena (Kaunas)

Rozhodčí: Christos Christodoulou (GRE), Ilija Belošević (SER), Oļegs Latiševs (LAT)
Španělsko: Calderón (9), Navarro (26), Rudy (8), P. Gasol (19), M. Gasol (7); Rubio (-), Reyes (3), Claver (-), San Emeterio (2), Llull (3), Ibaka (9), Sada (-)
Slovinsko: Lakovič (3), Z. Dragič (2), Murič (4), Lorbek (7), Begić (10); Slokar (4), Rupnik (2), Ožbolt (6), Smodiš (6), Udrih (-), G. Dragič (14), Jagodnik (6)
 Makedonie –  Litva 67-65 (18-20, 12-14, 19-18, 18-13)
14. září 2011 (21:00) - Žalgirio Arena (Kaunas)

Rozhodčí: Luigi Lamonica (ITA), Damir Javor (SVN), Fernando Rocha (POR)
Makedonie: McCalebb (23), Ilievski (12), V. Stojanovski (15), Antić (8), Samardžiski (7); Sokolov (-), D. Stojanovski (-), Čekovski (2)
Litva: Kalnietis (9), Kaukėnas (6), Jasaitis (9), Songaila (12), Javtokas (13); Pocius (2), Jankūnas (4), Valančiūnas (3), Lavrinovič (-), Jasikevičius (7)

 Francie –  Řecko 64-56 (14-17, 13-14, 13-12, 24-13)
15. září 2011 (18:00) - Žalgirio Arena (Kaunas)

Rozhodčí: Juan Carlos Arteaga (SPA), Sreten Radović (CRO), Petri Mäntylä (FIN)
Francie: Parker (18), Batum (15), Gélabale (-), Diaw (-), Noah (5); Seraphin (-), Albicy (-), Kahudi (2), Traoré (6), Piétrus (2), De Colo (16)
Řecko: Calathes (7), Zisis (6), Kaimakoglou (6), Fotsis (9), Bourousis (17); Xanthopoulos (-), Vasiliadis (-), Papanikolaou (4), Bramos (2), Koufos (5)

 Rusko –  Srbsko 77-67 (16-12, 18-15, 20-21, 23-19)
15. září 2011 (21:00) - Žalgirio Arena (Kaunas)

Rozhodčí: Miguel Ángel Pérez (SPA), Robert Lottermoser (GER), Ademir Zurapović (BIH)
Rusko: Bykov (4), Ponkrašov (5), Chrjapa (11), Kirilenko (14), Mozgov (8); Voronševič (11), Fridzon (9), Šved (10), Antonov (-), Monja (5)
Srbsko: Teodosić (20), Paunić (-), Kešelj (6), Savanović (9), Krstić (13); Bjelica (5), Marković (2), Perović (7), Mačvan (5)

### Semifinále
Španělsko –  Makedonie 92-80 (26-18, 18-27, 27-17, 21-18)
16. září 2011 (17:30) - Žalgirio Arena (Kaunas)

Rozhodčí: Fabio Facchini (ITA), Srđan Dožai (CRO), Spyros Gontas (GRE)
Španělsko: Calderón (3), Navarro (35), Rudy (2), P. Gasol (22), M. Gasol (11); Rubio (5), Reyes (-), Llull (3), Ibaka (11)
Makedonie: McCalebb (25), Ilievski (15), V. Stojanovski (6), Antić (17), Samardžiski (12); Sokolov (-), D. Stojanovski (3), Čekovski (2)
 Francie –  Rusko 79-71 (17-16, 22-18, 16-13, 24-24)
16. září 2011 (21:00) - Žalgirio Arena (Kaunas)

Rozhodčí: Luigi Lamonica (ITA), Ilija Belošević (SER), Christos Christodoulou (GRE)
Francie: Parker (22), Batum (19), Diaw (6), Piétrus (4), Noah (7); Kahudi (2), Traoré (8), De Colo (9), Gélabale (2)
Rusko: Bykov (7), Ponkrašov (-), Chrjapa (9), Kirilenko (21), Mozgov (12); Voronševič (-), Fridzon (3), Šved (7), Antonov (4), Monja (8)

### Finále
Španělsko –  Francie 98-85 (25-20, 25-21, 25-21, 23-23)
18. září 2011 (21:00) - Žalgirio Arena (Kaunas)

Rozhodčí: Luigi Lamonica (ITA), Ilija Belošević (SER), Sreten Radović (CRO)
Španělsko: Calderón (17), Navarro (27), Rudy (14), P. Gasol (17), M. Gasol (11); Rubio (-), Reyes (2), Claver (-), San Emeterio (-), Llull (4), Ibaka (4), Sada (2)
Francie: Parker (26), Batum (10), Diaw (12), Piétrus (4), Noah (11); Seraphin (4), Albicy (1), Kahudi (3), Traoré (4), De Colo (2), Tchicamboud (-), Gélabale (8)

### O 3. místo
Makedonie –  Rusko 68-72 (13-17, 17-19, 20-16, 18-20) 
18. září 2011 (17:30) - Žalgirio Arena (Kaunas)

Rozhodčí: Juan Carlos Arteaga (SPA), Christos Christodoulou (GRE), Robert Lottermoser (GER)
Makedonie: McCalebb (22), Ilievski (16), D. Stojanovski (-), Antić (13), Samardžiski (6); Mirakovski (2), Sokolov (-), V. Stojanovski (5), Čekovski (4)
Rusko: Bykov (5), Ponkrašov (-), Voronševič (10), Kirilenko (18), Mozgov (10); Fridzon (7), Šved (5), Antonov (7), Monja (10)

### O 5. - 8. místo
Slovinsko –  Litva 77-80 (20-19, 13-25, 24-19, 20-17)
15. září 2011 (15:30) - Žalgirio Arena (Kaunas)

Rozhodčí: Fabio Facchini (ITA), Srđan Dožai (CRO), Spyros Gontas (GRE)
Slovinsko: Lakovič (7), Z. Dragič (10), Murič (-), Lorbek (16), Begić (11); Slokar (-), Ožbolt (9), Smodiš (8), Udrih (-), G. Dragič (16)
Litva: Kalnietis (17), Kaukėnas (10), Jasaitis (4), Songaila (12), Javtokas (9); Pocius (6), Jankūnas (2), Valančiūnas (8), Lavrinovič (-), Jasikevičius (12)

 Řecko –  Srbsko 87-77 (34-8, 14-18, 16-22, 23-29)
16. září 2011 (15:00) - Žalgirio Arena (Kaunas)

Rozhodčí: Sreten Radović (CRO), Damir Javor (SVN), Sergej Michajlov (RUS)
Řecko: Calathes (10), Zisis (18), Papanikolaou (4), Fotsis (16), Bourousis (27); Xanthopoulos (-), Vasiliadis (-), Mavroidis (2), Bramos (6), Koufos (4), Kaimakoglou (-)
Srbsko: Teodosić (6), Paunić (3), Kešelj (22), Savanović (9), Krstić (15); Bjelica (2), Marković (4), Perović (2), Mačvan (14)

### O 5. místo
Litva -  Řecko 73-69 (14-20, 18-17, 24-11, 17-21)
17. září 2011 (21:00) - Žalgirio Arena (Kaunas)

Rozhodčí: Miguel Ángel Pérez (SPA), David Chambon (FRA), Marius Ciulin (ROM)
Litva: Kalnietis (11), Kaukėnas (10), Jasaitis (7), Jankūnas (10), Javtokas (10); Delininkaitis (-), Pocius (13), Songaila (12), Valančiūnas (-), Jasikevičius (-)
Řecko: Calathes (16), Bramos (-), Papanikolaou (9), Fotsis (13), Bourousis (4); Xanthopoulos (-), Vasiliadis (13), Koufos (14), Sloukas (-)

### O 7. místo
Slovinsko –  Srbsko 72-68 (27-20, 17-19, 20-12, 8-17)
17. září 2011 (18:00) - Žalgirio Arena (Kaunas)

Rozhodčí: Srđan Dožai (CRO), Emin Moğulkoç (TUR), Tomas Jasevičius (LIT)
Slovinsko: Lakovič (15), Z. Dragič (6), Murič (8), Lorbek (8), Begić (2); Slokar (-), Ožbolt (9), Smodiš (3), G. Dragič (21), Jagodnik (-)
Srbsko: Teodosić (3), Paunić (-), Kešelj (5), Savanović (12), Perović (13); Bjelica (12), Marković (9), Marjanović (2), Mačvan (12)

## Soupisky
1.  Španělsko
| - Pau Gasol - Rudy Fernandez - Ricky Rubio | - Juan Carlos Navarro - José Calderón - Felipe Reyes | - Victor Claver - Fernando San Emeterio - Sergio Llull | - Marc Gasol - Serge Ibaka - Victor Sada |

Trenér: Sergio Scariolo
2.  Francie
| - Joakim Noah - Nicolas Batum - Kévin Seraphin | - Andrew Albicy - Charles Kahudi - Tony Parker | - Ali Traore - Florent Pietrus - Nando de Colo | - Boris Diaw - Steed Tchicamboud - Mickael Gelabale |

Trenér: Vincent Collet
3.  Rusko
| - Andrej Voronševič - Timofej Mozgov - Sergej Bykov | - Vitalij Fridzon - Alexej Šved - Nikita Šabalkin | - Victor Chrjapa - Semen Antonov - Sergej Monja | - Dmitrij Chvostov - Anton Ponkrašov - Andrej Kirilenko |

Trenér: David Blatt
4.  Makedonie 
| - Dimitar Mirakovski - Vlado Ilievski - Darko Sokolov | - Lester “Bo” McCalebb - Vojdan Stojanovski - Damjan Stojanovski | - Marko Simonovski - Todor Gečevski - Pero Antić | - Ivica Dimčevski - Ðorđi Čekovski - Predrag Samardžiski |

- Trenér: Marin Dokuzovski.

5.  Litva 
| - Rimantas Kaukėnas - Mantas Kalnietis - Tomas Delininkaitis | - Martynas Pocius - Paulius Jankūnas - Darius Songaila | - Simas Jasaitis - Jonas Valančiūnas - Kšyštof Lavrinovič | - Šarūnas Jasikevičius - Marijonas Petravičius - Robertas Javtokas |

- Trenér: Kęstutis Kemzūra.

6.  Řecko 
| - Vasilis Anthopoulos - Giannis Bourousis - Nikos Zisis | - Kostas Vasiliadis - Nick Calathes - Antonis Fotsis | - Kostas Papanikolaou - Dimitris Mavroidis - Michael Bramos | - Kostas Koufos - Kostas Sloukas - Kostas Kaimakoglou |

- Trenér: Elias Zouros.

7.  Slovinsko 
| - Uroš Slokar - Jaka Lakovič - Luka Rupnik | - Sašo Ožbolt - Matjaž Smodiš - Samo Udrih | - Edo Murič - Goran Dragič - Goran Jagodnik | - Zoran Dragič - Mirza Begić - Erazem Lorbek |

- Trenér: Božidar Maljković.

8.  Srbsko 
| - Miloš Teodosić - Milenko Tepić - Aleksandar Rašić | - Ivan Paunić - Nemanja Bjelica - Stefan Marković | - Duško Savanović - Marko Kešelj - Nenad Krstić | - Kosta Perović - Boban Marjanović - Milan Mačvan |

- Trenér: Dušan Ivković.

9.  Německo 
| - Robin Benzing - Johannes Herber - Steffen Hamann | - Sven Schultze - Heiko Schaffartzik - Tim Ohlbrecht | - Philipp Schwethelm - Tibor Pleiss - Chris Kaman | - Lucca Staiger - Dirk Nowitzki - Jan-Hendrik Jagla |

- Trenér: Dirk Bauermann.

10.  Finsko 
| - Mikko Koivisto - Antti Nikkilä - Kimmo Muurinen | - Shawn Huff - Gerald Lee - Sasu Salin | - Tuukka Kotti - Petteri Koponen - Vesa Mäkäläinen | - Hanno Möttölä - Petri Virtanen - Teemu Rannikko |

- Trenér: Henrik Dettmann.

11.  Turecko 
| - Cenk Akyol - Sinan Güler - Emir Preldžić | - Ömer Onan - Ersan İlyasova - İzzet Türkyılmaz | - Kerem Tunçeri - Oğuz Savaş - Ömer Aşık | - Ender Arslan - Enes Kanter - Hidayet Türkoğlu |

- Trenér: Orhun Ene.

12.  Gruzie 
| - Giorgi Gamqrelidze - Vladimer Boisa - Anatoli Boisa | - Zaza Pachulia - Giorgi Tsintsadze - Giorgi Shermadini | - Lasha Parghalava - Manuchar Markoishvili - Marquez Haynes | - Viktor Sanikidze - Tornike Šengelia - Nikoloz Tskitishvili |

- Trenér: Igor Kokoškov.

13.  Chorvatsko 
| - Ante Tomić - Lukša Andrić - Marko Popović | - Bojan Bogdanović - Rok Stipčević - Marko Tomas | - Dontaye Draper - Krunoslav Simon - Damir Markota | - Damjan Rudež - Luka Žorić - Stanko Barać |

- Trenér: Josip Vranković.

14.  Bulharsko 
| - Dejan Ivanov - Kalojan Ivanov - Earl Rowland | - Čavdar Kostov - Filip Videnov - Pavel Marinov | - Božidar Avramov - Zlatin Georgiev - Alexandăr Janev | - Asen Velikov - Tenčo Banev - Nikolaj Vărbanov |

- Trenér: Rosen Barčovski.

15.  Velká Británie 
| - Ogo Adegboye - Andrew Lawrence - Mike Lenzly | - Devon van Oostrum - Andrew “Drew” Sullivan - Luol Deng | - Robert Archibald - Joel Freeland - Nate Reinking | - Daniel Clark - Eric Boateng - Kyle Johnson |

- Trenér: Chris Finch.

16.  Izrael 
| - Yogev Ohayon - Afik Nissim - Yuval Naimi | - David Blu - Guy Pnini - Gal Mekel | - Tal Burstein - Lior Eliyahu - Yotam Halperin | - Elishay Kadir - Yaniv Green - Uri Kokia |

- Trenér: Arik Shivek.

17.  Ukrajina 
| - Maksym Pustozvonov - Denys Lukašov - Steve Burtt | - Oleksandr Kolčenko - Oleksandr Lypovyj - Dmytro Zabirčenko | - Oleg Saltovec - Oleksij Pečerov - Sergij Liščuk | - Danylo Kozlov - Kyrylo Fesenko - Vjačeslav Kravcov |

- Trenér: Mike Fratello.

18.  Polsko 
| - Dardan Berisha - Adam Łapeta - Robert Skibniewski | - Adam Waczyński - Piotr Pamuła - Paweł Leończyk | - Szymon Szewczyk - Thomas Kelati - Piotr Szczotka | - Łukasz Wiśniewski - Adam Hrycaniuk - Łukasz Koszarek |

- Trenér: Aleš Pipan.

19.  Bosna a Hercegovina 
| - Nemanja Gordić - Aleksej Nešović - Ermin Jazvin | - Goran Ikonić - Milan Milošević - Edin Bavčić | - Saša Vasiljević - Elmedin Kikanović - Mirza Teletović | - Henry Domercant - Nihad Đedović - Kenan Bajramović |

- Trenér: Sabit Hadžić.

20.  Itálie 
| - Antonio Maestranzi - Marco Carraretto - Stefano Mancinelli | - Andrea Bargnani - Danilo Gallinari - Marco Mordente | - Andrea Cinciarini - Marco Belinelli - Marco Cusin | - Luigi Datome - Andrea Renzi - Daniel Hackett |

- Trenér: Simone Pianigiani.

21.  Černá Hora 
| - Nikola Vučević - Goran Jeretin - Boris Bakić | - Vlado Šćepanović - Miloš Borisov - Vladimir Mihailović | - Omar Cook - Slavko Vraneš - Milko Bjelica | - Vladimir Dragičević - Nikola Peković - Vladimir Dašić |

- Trenér: Dejan Radonjić.

22.  Lotyšsko 
| - Mārtiņš Meiers - Dairis Bertāns - Rolands Freimanis | - Jānis Blūms - Mareks Jurevičus - Edgars Jeromanovs | - Rihards Kuksiks - Mareks Mejeris - Dāvis Bertāns | - Jānis Strēlnieks - Artūrs Bērziņš - Andrejs Šeļakovs |

- Trenér: Ainārs Bagatskis.

23.  Belgie 
| - Roel Moors - Sam van Rossom - Christophe Beghin | - Randy Oveneke - Jorn Steinbach - Jonathan Tabu | - Dimitri Lauwers - Guy Muya - Marcus Faison | - Maime de Zeeuw - Tomas van den Spiegel - Didier Mbenga |

- Trenér: Eddy Casteels.

24.  Portugalsko 
| - António Tavares - José Costa - Miguel António Cabrita Minhava | - Fernando Sousa - Cláudio do Santos Fonseca - Filipe da Silva | - Carlos Eduardo Fernandes Vieira de Andrade - José Silva - Élvis Garcia Monteiro Évora | - Marco Gonçalves - Miguel Ângelo Saraiva Miranda - João Pedro Gomes Santos |

- Trenér: Mário Leonel Palma.

## Konečné pořadí
| Pořadí           | Tým                 | Z  | V  | P | Skóre   | B  |
| ---------------- | ------------------- | -- | -- | - | ------- | -- |
| Zlatá medaile    | Španělsko           | 11 | 10 | 1 | 937:789 | 21 |
| Stříbrná medaile | Francie             | 11 | 9  | 2 | 876:843 | 20 |
| Bronzová medaile | Rusko               | 11 | 10 | 1 | 816:723 | 21 |
| 4.               | Makedonie           | 11 | 7  | 4 | 771:751 | 18 |
| 5.               | Litva               | 11 | 8  | 3 | 898:825 | 19 |
| 6.               | Řecko               | 11 | 7  | 4 | 781:741 | 18 |
| 7.               | Slovinsko           | 11 | 6  | 5 | 755:755 | 11 |
| 8.               | Srbsko              | 11 | 5  | 6 | 861:873 | 16 |
| 9.               | Německo             | 8  | 4  | 4 | 593:585 | 12 |
| 9.               | Finsko              | 8  | 3  | 5 | 580:585 | 11 |
| 11.              | Turecko             | 8  | 3  | 5 | 583:542 | 11 |
| 11.              | Gruzie              | 8  | 2  | 6 | 548:568 | 10 |
| 13.              | Chorvatsko          | 5  | 2  | 3 | 406:404 | 7  |
| 13.              | Bulharsko           | 5  | 2  | 3 | 339:357 | 7  |
| 13.              | Velká Británie      | 5  | 2  | 3 | 372:410 | 7  |
| 13.              | Izrael              | 5  | 2  | 3 | 399:448 | 7  |
| 17.              | Ukrajina            | 5  | 2  | 3 | 322:327 | 7  |
| 17.              | Polsko              | 5  | 2  | 3 | 401:424 | 7  |
| 17.              | Bosna a Hercegovina | 5  | 2  | 3 | 380:409 | 7  |
| 17.              | Itálie              | 5  | 1  | 4 | 380:405 | 6  |
| 21.              | Černá Hora          | 5  | 1  | 4 | 357:398 | 6  |
| 21.              | Lotyšsko            | 5  | 0  | 5 | 385:424 | 5  |
| 21.              | Belgie              | 5  | 0  | 5 | 304:372 | 5  |
| 21.              | Portugalsko         | 5  | 0  | 5 | 344:430 | 5  |